# コンスタンツェ・ガイガー
フォン・ルッテンシュタイン男爵夫人コンスタンツェ・テレーゼ・アーデルハイト・ガイガー（独: Constanze Therese Adelheit Geiger, 1835年10月16日 - 1890年8月24日）は、オーストリア出身のピアニスト、舞台俳優、作曲家、歌手。

## 経歴
ガイガーは作曲家である父ジョゼフ・ガイガーと、宮廷の帽子・仕立て職人であった母テレジア（1804年 - 1865年）との間に生まれた。両親は彼女の音楽的才能を伸ばし、特に父は彼女の最初のピアノ教師でもあった。その後、ヨハン・ヴェンツェル・トマシェクやジーモン・ゼヒターのもとでピアノを学んだ。ゼヒターは彼女に対して作曲や対位法なども教えた。
ガイガーは6歳でピアニストとしてコンサートデビューを果たした。8歳の時には自ら作曲した曲を公開で演奏した。1845年4月にはレンヴェーク・アム・カチュベルクの教区教会において、彼女の曲である『軍楽のための祈り』Preghiera für Militärmusikが初めて彼女以外の演奏家によって公開演奏された。彼女の舞台デビューは1852年、フリードリヒ・ヴィルヘルム劇場（現在のドイツ座）でのことであり、彼女は演劇に加えて自身の曲をピアノ演奏した。
ガイガーはウィーンの宿屋「金の子羊」Zum Goldenen Lammでレオポルト・フォン・ザクセン＝コーブルク＝ゴータと出会い、二人の関係が始まった。1860年10月12日、彼女の唯一の子であるフランツ・アシス・レオポルト・ジョゼフ（1860年10月12日 - 1899年8月29日）が生まれた。1862年4月23日に彼女とレオポルトは結婚した。これはいわゆる貴賤結婚であり、彼女は男爵夫人の地位を得ることとなったが、同時に彼らの息子フランツはザクセン＝コーブルク家の継承を禁じられた。結婚に伴って、ガイガーは舞台活動から完全に引退し、家族とともにラトムニェジツェの城で暮らした。しかしその後も、彼女は室内楽および教会音楽に関する作曲活動を継続した。1884年に夫レオポルトが死亡すると、彼女はパリに移り住んだ。ガイガーは1890年8月24日にディエップで死去し、パリのモンマルトル墓地に埋葬された。
ライムンド・リシーはガイガーの伝記を執筆し、2024年に出版された。2024年12月、ウィーン・フィルハーモニー管弦楽団は2025年1月1日のニューイヤーコンサートに先立つプレビュー・コンサートとジルベスター・コンサートにおいてガイガーの『フェルディナンドのワルツ』を演奏曲目に加えた。これにより、ガイガーはニューイヤーコンサートにおいて作品が演奏された初の女性作曲家となった。

## 主な作品[2]
- 4 Valses, op. 3 (1845)
- Preghiera[1]
- Ave Maria (1846)[1]
- Duettino (for tenor and bass)[1]
- Frühlings-Träume Walzer, op. 8 (1847)
- Abschieds-Walzer, op. 9 (1848)
- Ferdinandus-Walzer (1848)
- Das Fuchslied als Trauermarsch (1849)
- Radetzky Marsch, op. 14, no. 1
- Sehnsucht (Romanze), op. 15 (1850)
- Carlsklänge (Walzer)
- Franz Joseph-Marsch, op. 19 (1852)
- Ein Volkswalzer, op. 22a
- Nandl-Polka, op. 22b (1852)
- Elisabethen-Vermählungsmarsch (1854)[4]
- Lanckoronsky-Marsch, op. 24
- Chinesen-Polka, op. 26
- Unbefriedigte Sehnsucht (Nocturne), op. 27 (1856)
- Herzklopfer-Walzer, op. 29 (1856)
- 'Kennst du meine Leiden?' (Nocturne), op. 30 (1856)
- 3 Nocturnes (1859)
- Kaiser-Einzugs-Marsch (1862)
- Offertorium (1873)[1]